# Антипиха (Чита)
Антипиха — бывший военгородок, ныне поселок на восточной окраине Читы в составе Ингодинского района города.

## География
Ручей Антипиха. Прилегают лесные массивы.

## История
Посёлок был включён в состав Читы в 1920-е годы
До Великой Отечественной в Антипихе служил Герой Советского Союза (1944), гвардии майор Леонид Николаевич Пономаренко (18 марта 1919 — 1 февраля 2014).

## Инфраструктура
В Антипихе базировались воинские части: 79-й гвардейский мотострелковый полк, 77-й гвардейский мотострелковый полк, 75-й гвардейский мотострелковый полк и другие войсковые подразделения.
Также на территории посёлка находятся промышленные предприятия, исправительные учреждения, действует станция Забайкальской железной дороги Антипиха.

## Топографические карты
- Лист карты M-49-VI Черновские Копи. Масштаб: 1 : 200 000. Состояние местности на 1973—1977 год. Издание 1986 г.